# 韩慕睿
韩慕睿（英語：Mike Henry, 1966年—）是一位加拿大企业家。

## 生平
1966年出生于加拿大，毕业于不列颠哥伦比亚大学。1999年来到澳大利亚帮助三菱集团和必和必拓建立合资公司。2003年加入必和必拓，后升任煤炭部门总裁，首席营销官。2011年进入董事会，2019年11月14日被任命为必和必拓首席执行官，接替退休的麦安哲，从2020年1月1日正式生效。

## 家庭
有日本血统，目前和妻子及两个女儿生活在加拿大。